# ムラト・ジャジコフ
ムラト・マゴメトヴィチ・ジャジコフ（ロシア語: Мурат Магометович Зязиков、イングーシ語: Заьзганаькъан Мурат
、ラテン文字転写の例：Murat Magometovich Zyazikov、1957年9月10日 - ）は、イングーシ人の政治家。旧キルギス・ソビエト社会主義共和国、オシ出身。
元ソ連国家保安委員会（KGB）、ロシア連邦保安庁（FSB）の中将。2002年5月23日から2008年10月30日までイングーシ共和国大統領（第2代）を勤めた。

## 経歴
1980年、チェチェン・イングーシ国立大学歴史学部を卒業。在学中、1978年のキューバでの第11回万国青年・学生フェスティバルの代表だった。1980年～1981年、党ナズラノフスキー地区委員会で働き、その後、軍に召集。
1984年、ミンスクのソ連KGB高等課程を修了。同課程修了後、1992年まで、チェチェン・イングーシ自治ソビエト社会主義共和国KGBで働く。
イングーシ共和国建国後、その保安次官となると同時に、安全保障会議書記を務めた。
1996年～2002年、FSBアストラハン州局副局長。1996年～1998年、ロシア連邦議会連邦院の委員会で働く。
2002年1月、南部連邦管区ロシア連邦大統領副全権代表に任命。1月29日、少将に昇進。
2002年4月28日にイングーシ共和国大統領に選出され、5月23日より就任。同年6月からロシア連邦国家評議会議員。2008年10月30日に大統領を退任した。

## パーソナル
哲学科学博士で、40件以上の国際青年運動と北カフカーズ諸民族の伝統文化に関する論文の著者。
| 公職                               | 公職                                      | 公職                          |
| ---------------------------------- | ----------------------------------------- | ----------------------------- |
| 先代 アフメド・マルサゴフ （代行） | イングーシ共和国大統領 第2代：2002 - 2008 | 次代 ユヌス＝ベク・エフクロフ |